# Noyers-sur-Serein
Noyers-sur-Serein es una localidad y comuna francesa situada en la región de Borgoña, departamento de Yonne, en el distrito de Avallon. Es el chef-lieu y mayor población del cantón de Noyers.

## Demografía
| 1824 | 1933 | 1951 | 1877 | 1764 | 1740 | 1768 | 1759 | 1645 | 1607 | 1638 | 1493 | 1527 | 1505 | 1533 | 1434 | 1348 | 1294 | 1304 | 1355 | 1044 | 1022 | 1002 | 869 | 901 | 876 | 889 | 881 | 840 | 837 | 757 | 789 | 733 |
| Para los censos de 1962 a 1999 la población legal corresponde a la población sin duplicidades (Fuente: INSEE [Consultar]) |      |      |      |      |      |      |      |      |      |      |      |      |      |      |      |      |      |      |      |      |      |      |     |     |     |     |     |     |     |     |     |     |

## Lugares y monumentos

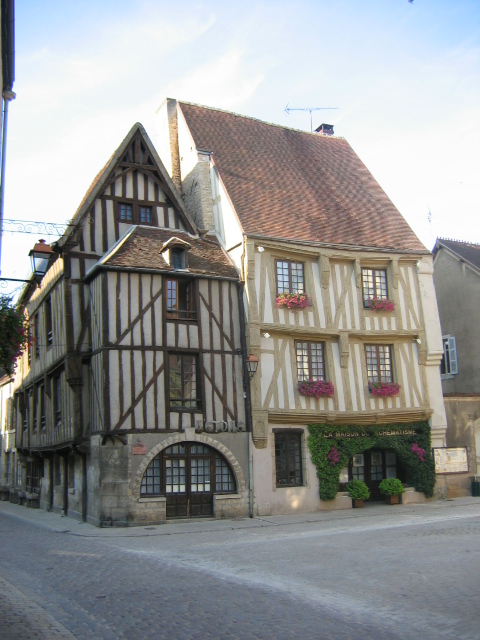
Place de l'Hôtel de Ville
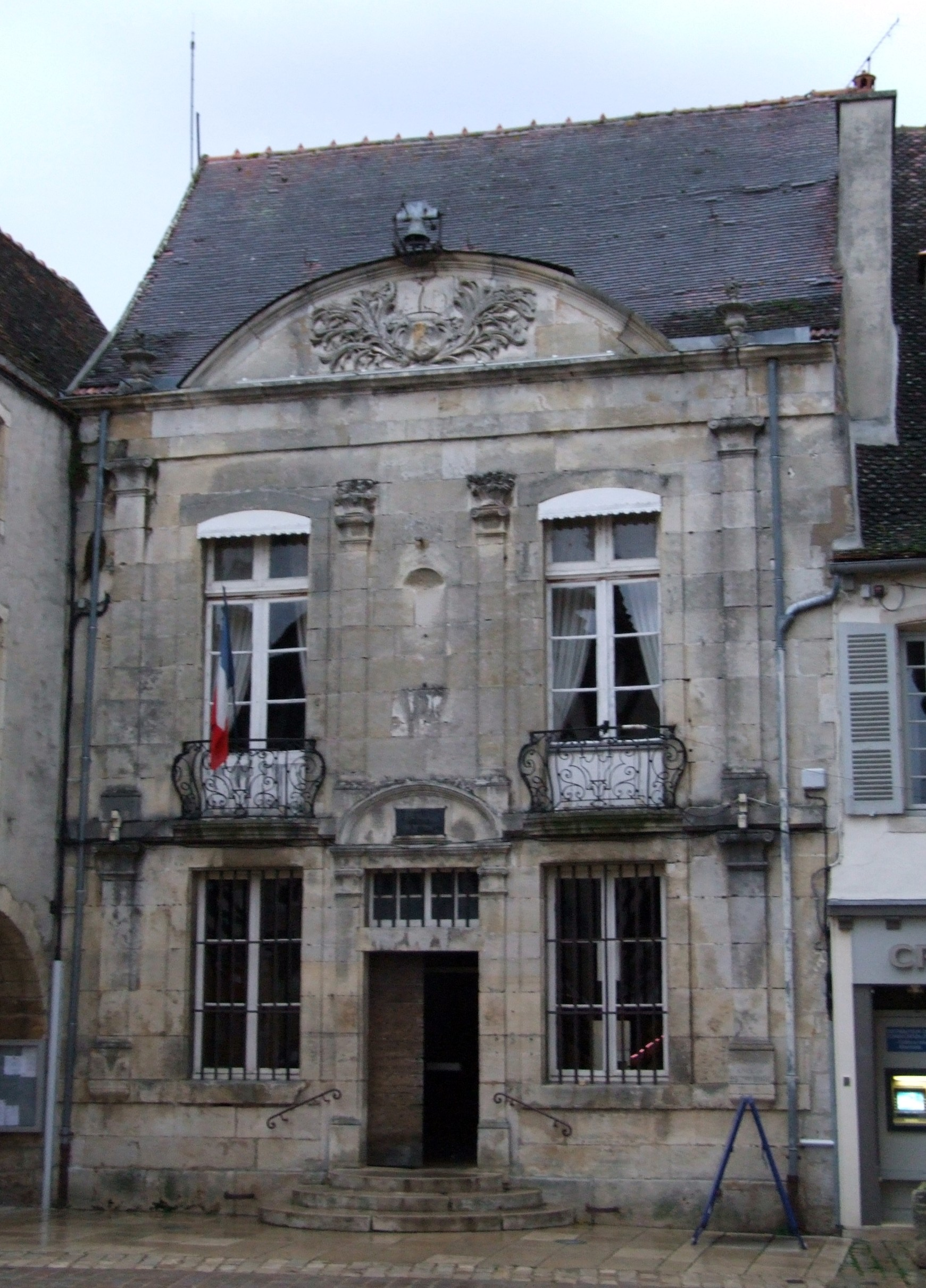
Ayuntamiento
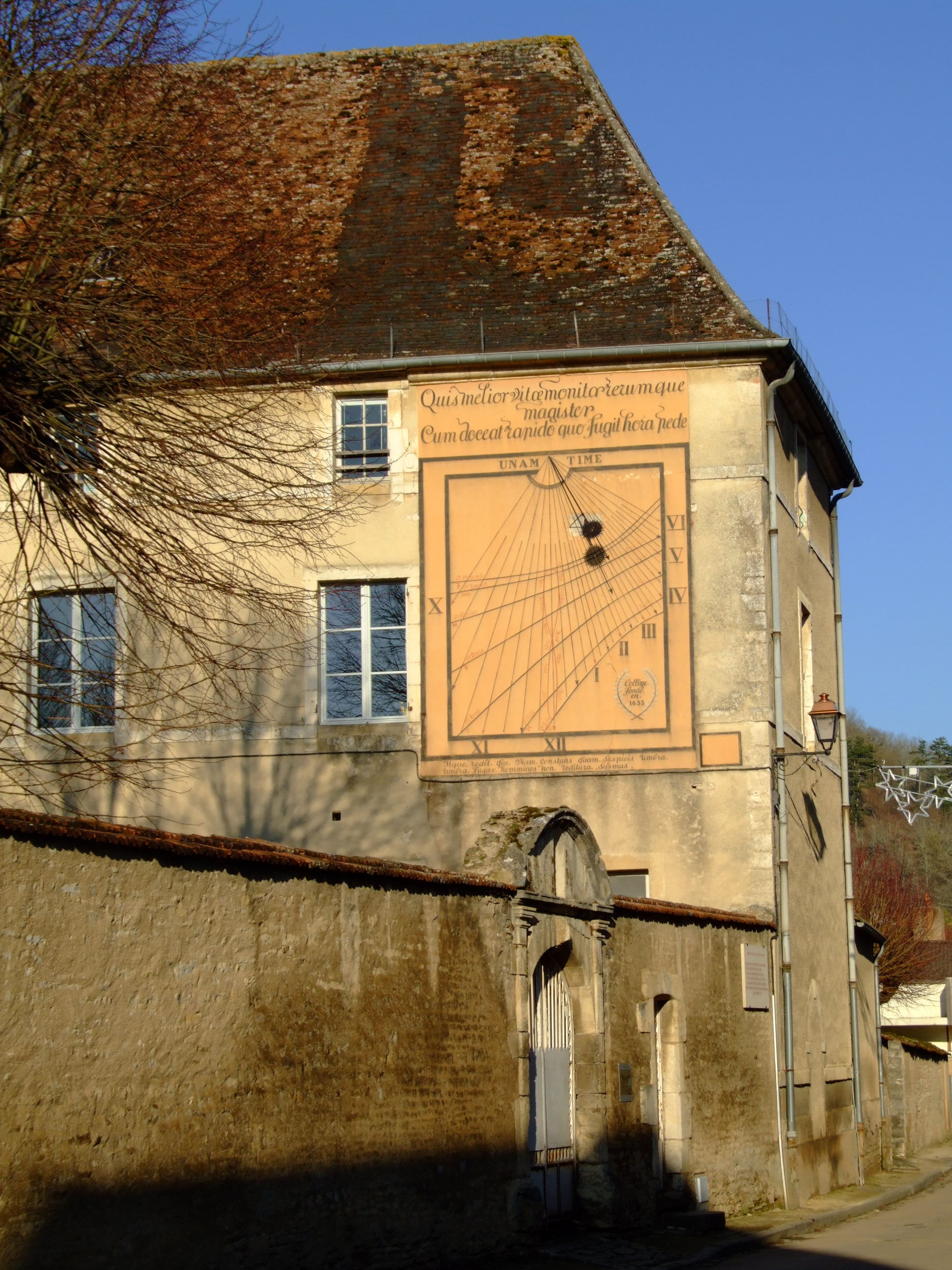
Reloj de sol del antiguo colegio